# Josef Staudigl den äldre

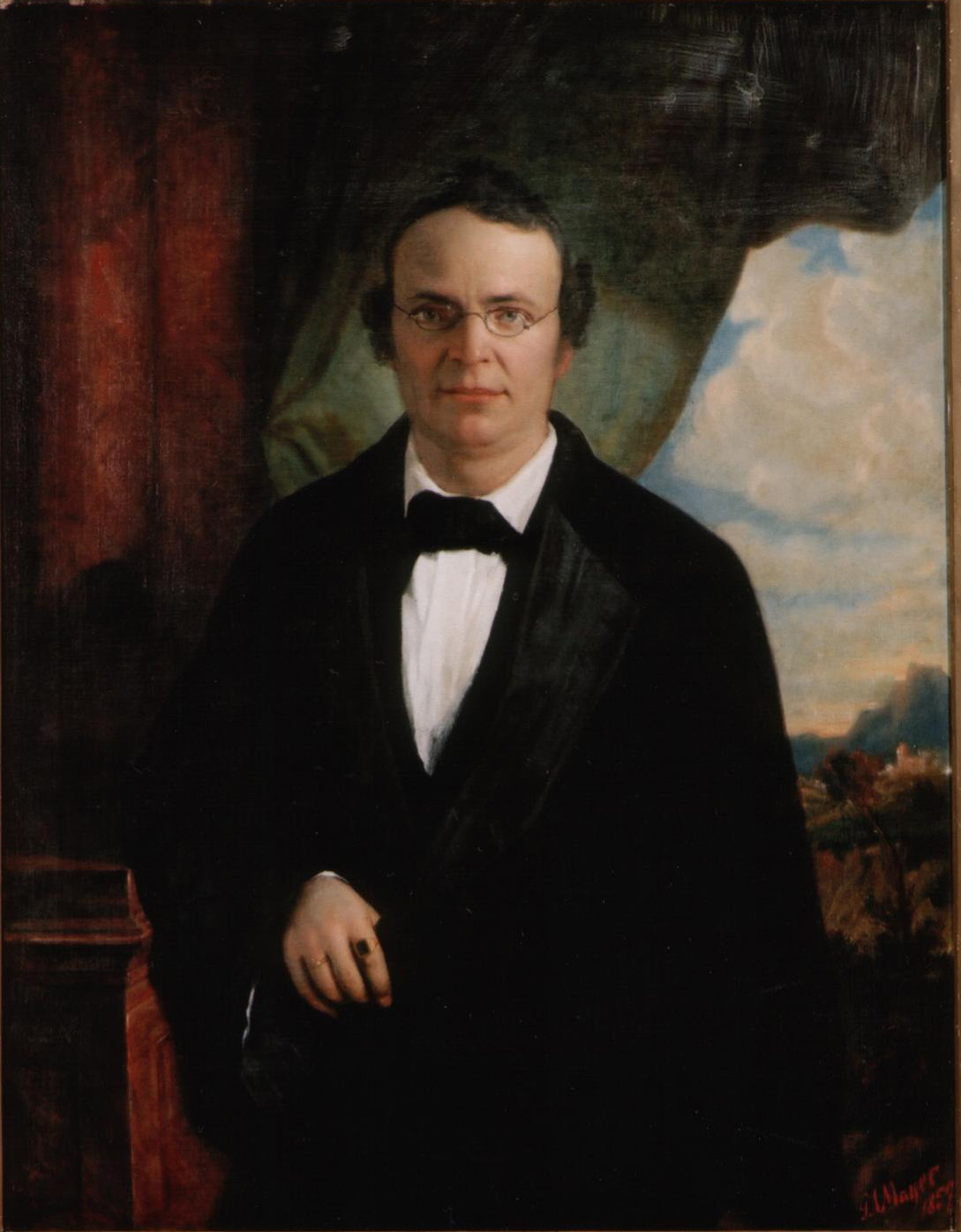
Josef Staudigl

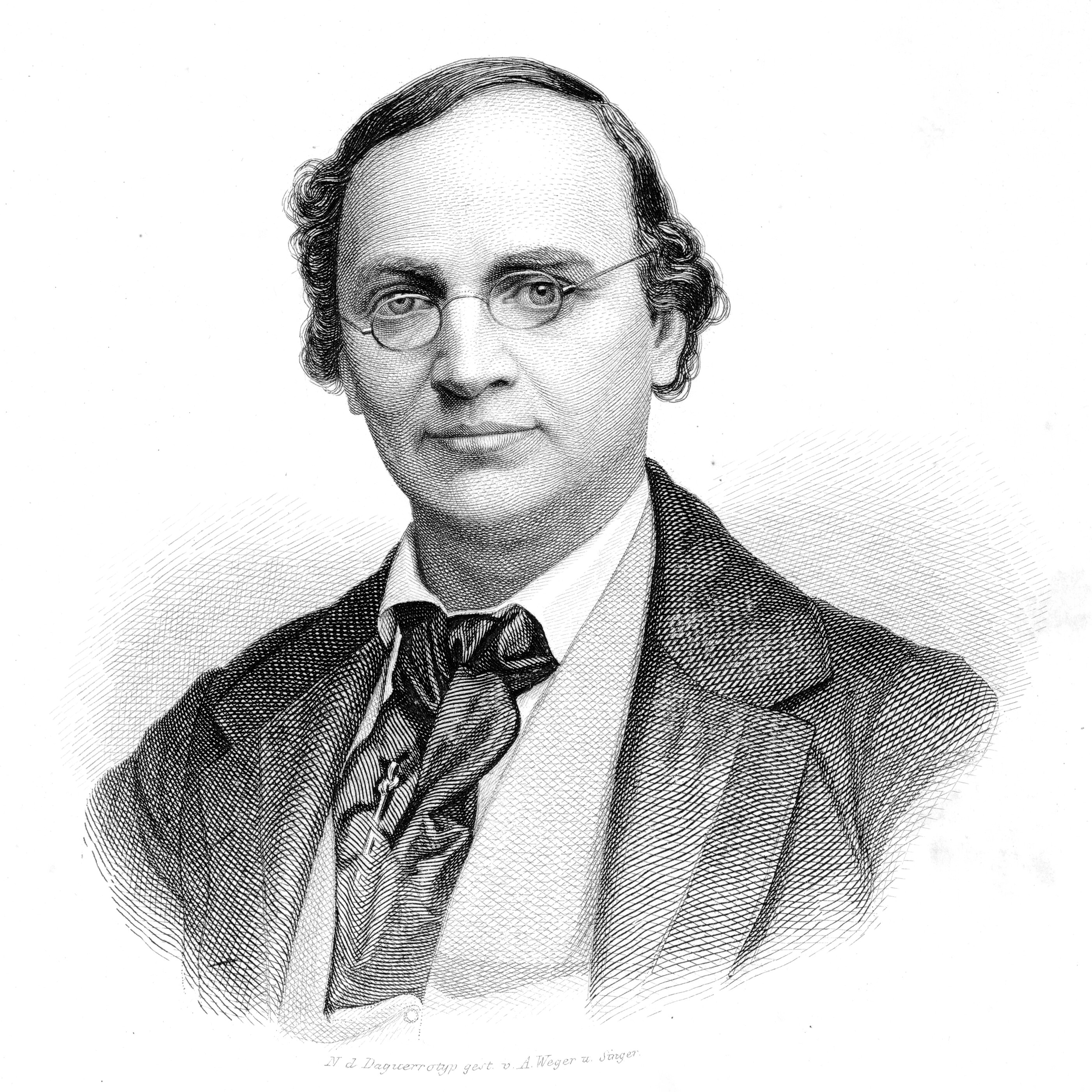
Josef Staudigl, litografi av August Weger.

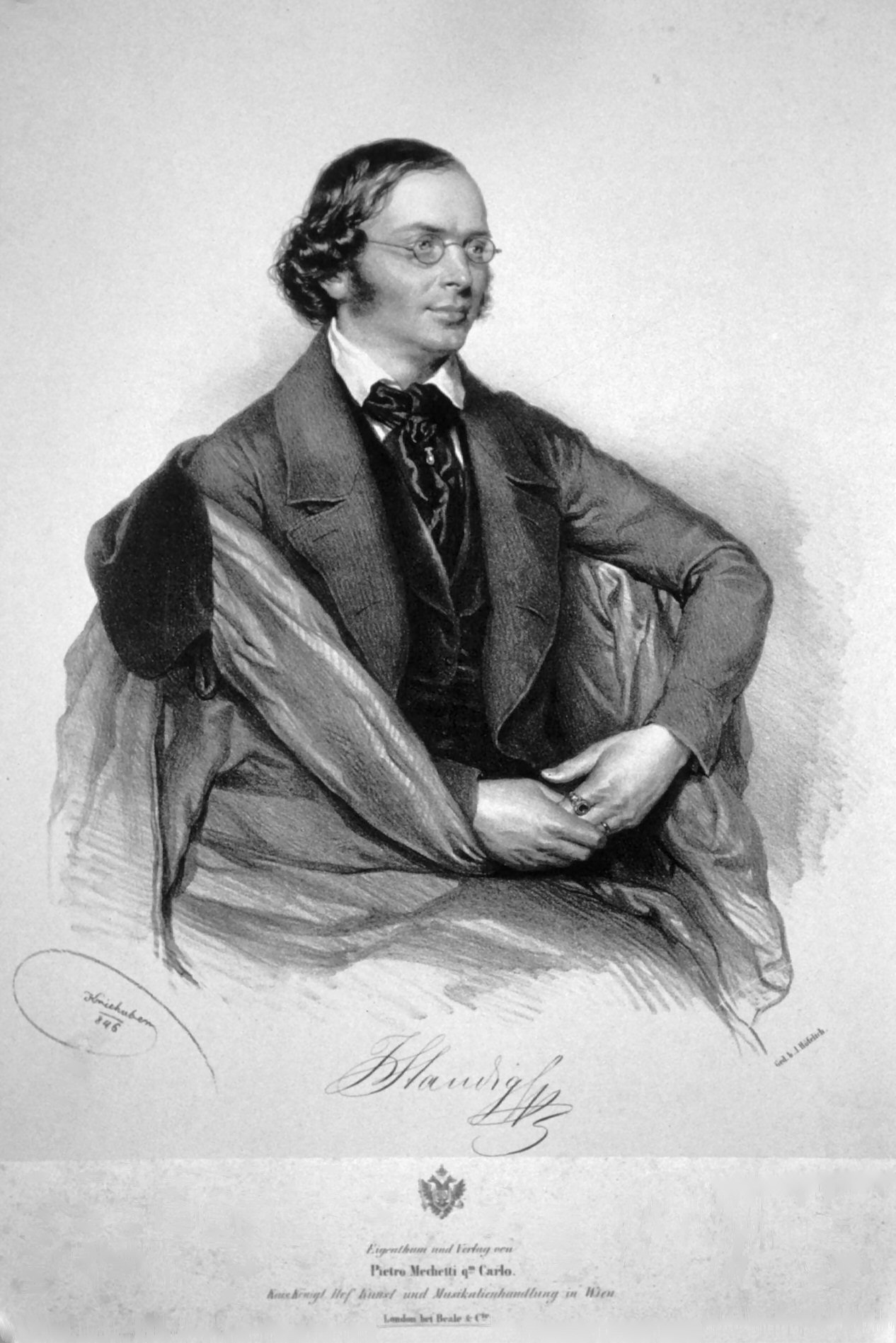
Josef Staudigl, litografi av Josef Kriehuber.

Josef Staudigl, född den 14 april 1807 i Wöllersdorf (nedre Österrike), död den 28 mars 1861 i Michelbeuern, Alsergrund, Wien, var en österrikisk operasångare (bas). Han var far till Josef Staudigl den yngre.
Efter avslutade studier vid Wiener-Neustadts gymnasium ingick Staudigl i klostret Mölk, som han emellertid snart lämnade, för att studera medicin i Wien för bland andra Johann Nepomuk Isfordink. Strax därpå tog han engagemang vid hovoperans kör, ur vilken han efter någon tid utträdde som solist, och avancerade därpå till förste basist. År 1831 blev han anställd som hovkapellmästare. Han intogs 1856 på mentalsjukhus, där han avled. I verket Europas konstnärer får han följande eftermäle: "Med S. gick en af århundradets största sångkonstnärer i grafven. I en sällsynt grad förenade han mångsidighet med ett fulländadt artistskap. Entusiasmerade han den stora publiken med sin opera- och romanssång, fängslade han icke mindre den allvarligare musikens vänner med sin oratoriesång."